# Theodoros-Vardinogiannis-Stadion
Das Theodoros-Vardinogiannis-Stadion (griechisch Γήπεδο Θεόδωρος Βαρδινογιάννης) ist ein Fußballstadion im Stadtteil Kaminia der griechischen Stadt Iraklio auf der Insel Kreta. Es ist die Heimspielstätte des Fußballvereins OFI Kreta. Die Anlage liegt inmitten von Wohnhäusern und trägt den Spitznamen Yedikule (türkisch Sieben Türme). Es verfügt über 7323 Sitzplätze. Nur wenige hundert Meter westlich liegt das 2004 eröffnete Pankritio Stadio mit 26.202 Plätzen.

## Geschichte
Das Stadion wurde 1951 fertiggestellt und ist nach Theodoros Vardinogiannis, dem Gründer des OFI Kreta, benannt. Die Anlage wurde am 11. November 1951 mit dem Spiel des OFI Kreta gegen A.S.D.A.N. (griechisch Α.Σ.Δ.Α.Ν., ähnlich der heutigen Nationalmannschaft) eröffnet. Die kretische Mannschaft verlor das Spiel mit 4:1.